# フェリックス・ハウスドルフ
フェリックス・ハウスドルフ（Felix Hausdorff、1868年11月8日 – 1942年1月26日）は、ドイツの数学者。
位相空間などの研究に貢献した。ボン大学、グライフスヴァルト大学の教授を務めた。ハウスドルフはユダヤ人であったため、ナチス政権がドイツを支配していた1942年に強制収容所に送られることが決定され、妻や義理の妹と共に自殺した。

## 出生
フェリックス・ハウスドルフは、プロシア領ブレスラウ（現ポーランドのヴロツワフ）で、裕福なユダヤ人の商人の家に生まれた。
彼はライプツィヒで育った。家族は敬虔な信者であったが、ハウスドルフは強い不可知論者となった。彼は音楽に興味を持ち、作曲を学んだ。しかし、ライプツィヒ、フライブルクで大学で学ぶ間に、天文学に転向した。
1891年、ハウスドルフは博士号を取得し、1年間の兵役の後、2年間、天文台付きの計算手として働いた。彼は天文台で教職の資格を得た。
彼の最初の論文は、注目を集めなかった。
1899年、医師の娘、シャルロッテ・シュミットと結婚した。彼女は、ルター派の信徒であり、彼女との間に一女が生まれた。

## 数学者への転向
ハウスドルフの関心は数学に移った。彼は、条件付き確率、保険数学への応用などの論文を発表した。そして彼の関心は、集合論と位相空間論に移り、これが長い間の研究課題となった。
ハウスドルフは、集合論の初歩を教え、後に大きな体系となる集合論の研究を始めた。
1901年、ライプツィヒ大学で教授に就任したが、あからさまな反ユダヤ的な風潮のため、出世のコースを辿ることはできなかった。ハウスドルフは文学的サークル、芸術的なサークルに積極的に参加した。

## 作家として
パウル・モングレ (Paul Mongré) という筆名で、哲学的な研究書、詩、2冊の小説、上流階級のしきたりを風刺した演劇を出版した。第一次大戦後の辞典では、彼を著名な数学者・作家と記している。彼はアマチュアとして研究と教育を行っており、教育に奉ずることは、金銭的には不要であった。しかし、ライプツィヒは快適ではなく、将来の科学におけるキャリアパスが必要と悟り、1910年にボン大学で教授職を得、1913年にバルト海沿岸のグライフスヴァルト大学で教授職を得た。

## 集合論の基礎、ハウスドルフのパラドックス
1914年に『集合論基礎』(Grundzüge der Mengenlehre) を出版し、これが集合論の標準的な書物となる。この書の496ページ以下が、「ハウスドルフのパラドックス」にあてられている。この結果は、後に「バナッハ＝タルスキーのパラドックス」の証明に援用された。
グライフスヴァルトは、孤立した地であり、ハウスドルフが唯一の数学者であった。第一次大戦後、彼の研究は解析学に注がれる。1914年の、位相空間の次元（ハウスドルフ次元）、点集合の外測度（ハウスドルフ測度）に関する研究は、後のフラクタル幾何に重要な役割を果たす。
1921年、ボンに移る。1923年には、彼は公理的確率論に、自身の測度論を適用する。ハウスドルフの論文と著作は明快さとエレガントな所が特徴的であり、辛辣だが穏和な性格は周囲の人たちに親しまれた。1927年および1935年に『集合論基礎』の第2版・第3版を出版した（第2版から『集合論』(Mengenlehre) と改題された）。

## 晩年
ハウスドルフは1935年に退官した。ドイツのナチズムの台頭する中、彼は出国することを快しとしなかった。同僚や学生がドイツを離れ、あるいは戦死する中、彼はボンに留まった。
1942年、ユダヤ人収容所への送致が決まると、ハウスドルフは妻、妻の妹と共に自殺した。